# Campionato bosniaco di calcio
Il campionato bosniaco di calcio (Premijer liga Bosne i Hercegovine) è un insieme di tornei nazionali della Bosnia ed Erzegovina istituiti dalla Fudbalski Savez Bosne i Hercegovine (FSBiH). I campionati sono suddivisi e organizzati in 3 livelli: la massima serie è rappresentata dalla Premijer Liga, seguita dal secondo livello, organizzato secondo le due entità in cui è diviso il Paese, e si chiamano Prva liga Federacija Bosne i Hercegovine e Prva liga Republike Srpske. Il terzo livello è formato da campionati divisi in gironi in base a criteri geografici.

## Storia
Nasce nel 1992 in seguito all'indipendenza della Bosnia ed Erzegovina dalla Jugoslavia e la seguente formazione di una federcalcio bosniaca. Le squadre bosniache non erano tra le migliori del campionato jugoslavo, a causa della presenza di squadre molto più competitive e titolate, come ad esempio quelle di Zagabria, Spalato e Belgrado. Nonostante ciò per 3 volte squadre bosniache riuscirono a vincere il campionato della Federazione: l'FK Sarajevo (1966/67 e 1984/85) e il Željezničar Sarajevo (1971/72).

## I campionati

### Premijer Liga Bosne i Hercegovine
La squadra vincitrice partecipa alla Champions League, partendo dal 1º turno preliminare; mentre la seconda, e la vincitrice della Coppa di Lega (Kup Bosne i Hercegovine) vengono inserite nel 1º turno preliminare della Coppa UEFA. La squadra terza classificata aveva diritto a partecipare al 1º turno della Coppa Intertoto.

## Struttura dei campionati
| Livello | Serie | Serie | Serie | Serie | Serie | Serie |
| ------- | --- | --- | --- | --- | --- | --- |
| 1       | Premijer Liga Bosne i Hercegovine 12 squadre | Premijer Liga Bosne i Hercegovine 12 squadre | Premijer Liga Bosne i Hercegovine 12 squadre | Premijer Liga Bosne i Hercegovine 12 squadre | Premijer Liga Bosne i Hercegovine 12 squadre | Premijer Liga Bosne i Hercegovine 12 squadre |
| 2       | Prva liga Federacija Bosne i Hercegovine 16 squadre | Prva liga Federacija Bosne i Hercegovine 16 squadre | Prva liga Federacija Bosne i Hercegovine 16 squadre | Prva liga Federacija Bosne i Hercegovine 16 squadre | Prva liga Republike Srpske 18 squadre | Prva liga Republike Srpske 18 squadre |
| 3       | Druga Liga Federacije Bosne i Hercegovine Sjever 16 squadre | Druga Liga Federacije Bosne i Hercegovine Centar 16 squadre | Druga Liga Federacije Bosne i Hercegovine Jug 13 squadre | Druga Liga Federacije Bosne i Hercegovine Zapad 16 squadre | Druga liga Republike Srpske Zapad 18 squadre | Druga liga Republike Srpske Istok 16 squadre |
| 4       | First league of Tuzla Canton (16 clubs) First League of Posavina Canton | League of Sarajevo Canton (20 clubs in 2 groups) League of Zenica-Doboj Canton (8 clubs) League of Bosnian Podrinje Canton | Intercantonal league Canton 10/West Herzegovina Canton (6 clubs) League of Hercegovina-Neretva Canton (9 clubs) | First League of Central Bosnia Canton (10 clubs) League of Una-Sana Canton (12 clubs) | Regional league of RS - West (16 clubs) Regional league of RS - Center (14 clubs) | Regional league of RS - East (14 clubs) Regional league of RS - South (4 clubs) |
| 5       | Second league of Tuzla Canton - West (14 clubs) Second league of Tuzla Canton - North (14 clubs) Second League of Tuzla Canton - South (14 clubs) Second of Central Bosnia Canton (7 clubs) Intermunicipal league Lukavac/Srebrenik Municipal league Zavidovići | Second league of Tuzla Canton - West (14 clubs) Second league of Tuzla Canton - North (14 clubs) Second League of Tuzla Canton - South (14 clubs) Second of Central Bosnia Canton (7 clubs) Intermunicipal league Lukavac/Srebrenik Municipal league Zavidovići | Second league of Tuzla Canton - West (14 clubs) Second league of Tuzla Canton - North (14 clubs) Second League of Tuzla Canton - South (14 clubs) Second of Central Bosnia Canton (7 clubs) Intermunicipal league Lukavac/Srebrenik Municipal league Zavidovići | Second league of Tuzla Canton - West (14 clubs) Second league of Tuzla Canton - North (14 clubs) Second League of Tuzla Canton - South (14 clubs) Second of Central Bosnia Canton (7 clubs) Intermunicipal league Lukavac/Srebrenik Municipal league Zavidovići | Regional league Banja Luka (14 clubs) Regional league Gradiška (14 clubs) Regional league Prijedor (12 clubs) Regional league Doboj (14 clubs) Fourth league Posavina (14 clubs) Fourth league Semberija (14 clubs) Regional league Birač (10 clubs) | Regional league Banja Luka (14 clubs) Regional league Gradiška (14 clubs) Regional league Prijedor (12 clubs) Regional league Doboj (14 clubs) Fourth league Posavina (14 clubs) Fourth league Semberija (14 clubs) Regional league Birač (10 clubs) |
| 6       | | | | | Municipal league Gradiška (14 clubs) Intermunicipal league Laktaši-Srbac-Prnjavor (8 clubs) Intermunicipal league Prijedor (10 clubs) Intermunicipal league Doboj (14 clubs) Intermunicipal league Modriča (8 clubs) Intermunicipal league Šamac (6 clubs) First league of the municipal football association of Brčko District (8 clubs) First municipal league Bijeljina - West (12 clubs) First municipal league Bijeljina - East (12 clubs) Municipal league Ugljevik (4 clubs) | Municipal league Gradiška (14 clubs) Intermunicipal league Laktaši-Srbac-Prnjavor (8 clubs) Intermunicipal league Prijedor (10 clubs) Intermunicipal league Doboj (14 clubs) Intermunicipal league Modriča (8 clubs) Intermunicipal league Šamac (6 clubs) First league of the municipal football association of Brčko District (8 clubs) First municipal league Bijeljina - West (12 clubs) First municipal league Bijeljina - East (12 clubs) Municipal league Ugljevik (4 clubs) |
| 7       | | | | | Second municipal league Bijeljina - West (8 clubs) Second municipal league Bijeljina - East (8 clubs) | Second municipal league Bijeljina - West (8 clubs) Second municipal league Bijeljina - East (8 clubs) |